# Cold Kenya
Cold Kenya – polsko-amerykański film krótkometrażowy w reżyserii Laurence’a Walsha. Film Został nakręcony w technologii czarno-białej.

## Obsada
- Marek Włodarczyk – Mariusz
- Magdalena Popławska – Basia, narzeczona Mariusza
- Joanna Koroniewska – Magda
- Borys Szyc – Marek
- Rafał Maćkowiak – przyjaciel Mariusza
- Monika Jakowczuk – Agnieszka, siostra Mariusza
- Anna Wendzikowska – szatniarka
- Monika Buchowiec – sekretarka Mariusza
- Anna Rusiecka – przyjaciółka Bas
- Jan Bzdawka – selekcjoner
- Karol Pocheć – bramkarz
- Joanna Bogdani-Wuczyńska – matka
- Antoni Wuczyński – dziecko
- Jacek Winiarek – współpracownik Mariusza
- Andrzej J. Dąbrowski – głos współpracownika